# 海蘭 (印第安納州萊克縣)
海蘭（英語：Highland）是一個位於美國印地安納州萊克縣的城鎮。

## 人口
根據2010年美國人口普查的數據，海蘭的面積為18.17平方千米，當中陸地面積為18.08平方千米，而水域面積為0.09平方千米。當地共有人口23,727人，而人口密度為每平方千米1,306人。